# ケオヴィエンフェット・リスシデス
ケオヴィエンフェット・リスシデス（Keoviengphet Liththideth）は、ラオスのサッカー選手。ラオス代表。ポジションはMF。

## 経歴
2010年からエズラFCに在籍した。その後、2012年にはヨタFCの一員としてシンガポール・カップに参加しており、同年にラオ・ポリス・クラブに移籍した。その後、2014 AFFスズキカップの際にはエズラFCに在籍していた。2015年にはラオ・ポリス・クラブの一員としてシンガポール・カップに参加した。
また、代表としては2012 AFFスズキカップで2得点を挙げている。

## タイトル
- AFF最優秀若手選手賞: 2013